# Lor, Syunik
Lor là một đô thị thuộc tỉnh Syunik, Armenia. Dân số ước tính năm 2011 là 421 người.